# Atalaya (planta)
Atalaya es un género de 11 especies de arbustos y árboles perteneciente a la familia Sapindaceae. Son nativos de Australia con dos especies en la región tropical de África y Malasia.
La mayoría de las Sapindaceae australianas son árboles que crecen en selvas lluviosas, sin embargo Atalaya se extiende a través de Australia con la excepción de Tasmania y Victoria, incluyendo zonas áridas y semiáridas de Territorio del Norte, Queensland y Australia Occidental

## Especies
- Atalaya alata (Sim) H.M.L.Forbes
- Atalaya angustifolia S.T.Reynolds
- Atalaya australiana Leenh.
- Atalaya calcicola S.T.Reynolds
- Atalaya capensis R.A.Dyer
- Atalaya collina S.T.Reynolds
- Atalaya hemiglauca (F.Muell.) F.Muell. ex Benth.
- Atalaya multiflora Benth.
- Atalaya natalensis R.A.Dyer
- Atalaya oligoclada S.T.Reynolds
- Atalaya papuana (Radlk.) Leenh.
- Atalaya rigida S.T.Reynolds
- Atalaya salicifolia (DC.) Blume
- Atalaya sericopetala S.T.Reynolds
- Atalaya variifolia (F.Muell.) F.Muell. ex Benth.

## Sinonimia
- Diacarpa